# Golem

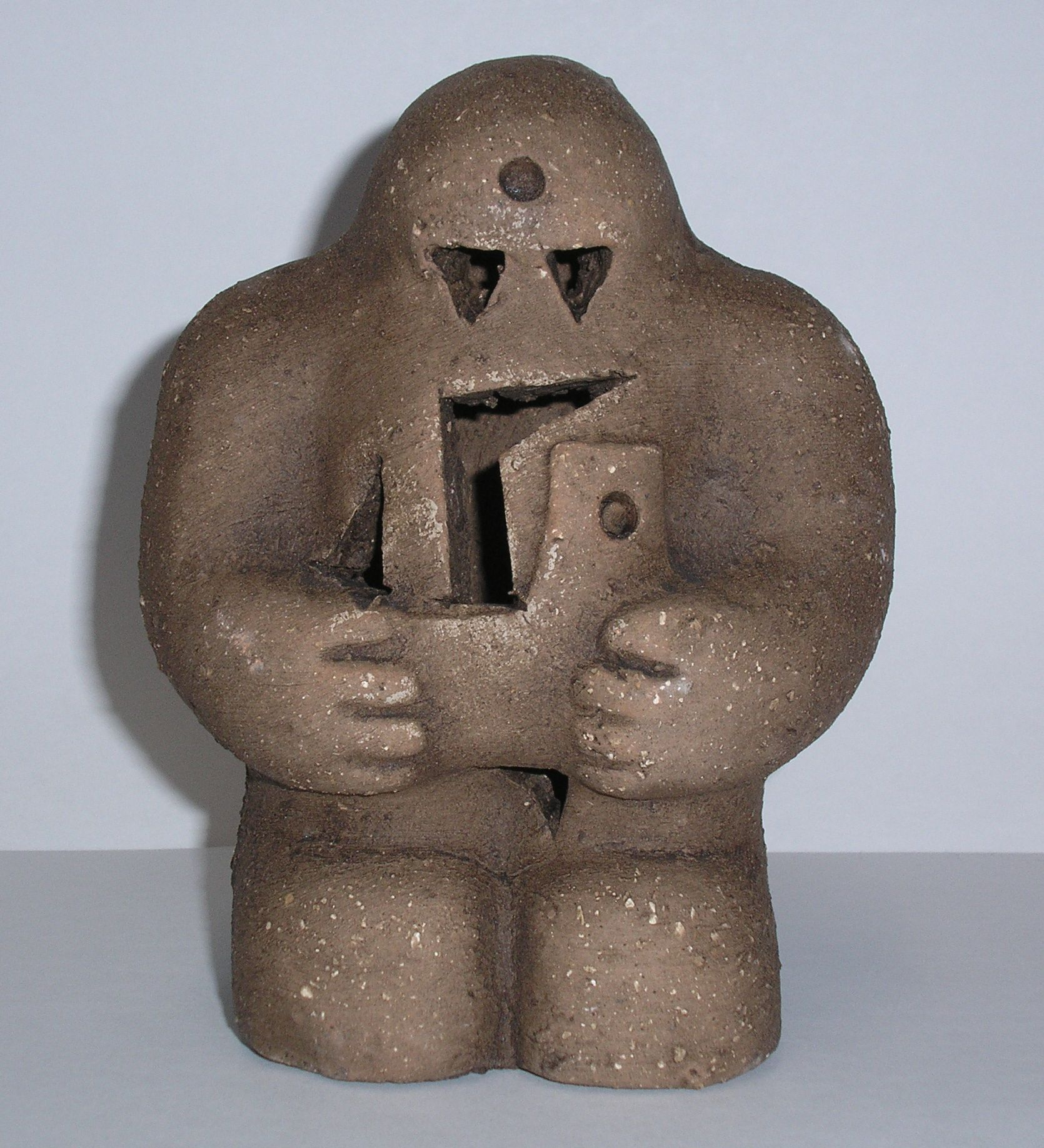
Současná keramická soška pražského Golema (suvenýr)

Golem (hebrejsky: גֹּלֶם) je v židovské mystice člověkem oživená socha. Takových golemů je známo poměrně dost. Většina lidí si Golema představuje jako oživenou sochu v podobě člověka, ale je to postava mytická, a proto může mít různé podoby.
Slovo golem ve tvaru galmi (גָּלְמִי, doslova „golema mého“, v českých překladech „trupel můj“ či „mě … v zárodku“) se v hebrejském textu Bible vyskytuje pouze na jednom místě, a to v Žalmech, kde znamená asi „cosi beztvarého, bez formy.“ Ostatně i středověká filozofická literatura tento hebrejský pojem používá pro označení hmoty neboli beztvaré hylé. Zde je již krůček k tomu, aby byla postava jakéhokoliv oživeného golema vnímána za neúplnou či nedokonalou, která neměla ani vlastní myšlenky ani vlastní vůli, nemohla hovořit, ale pouze doslovně plnit příkazy svého pána. Víra v možnost stvořit věc vychází z přesvědčení, že dobří lidé mají tvůrčí sílu, která ovšem není taková jako síla Boží. Pojetí šému, který golemy oživoval, vychází z kabaly, neboť podle této nauky je možno zopakovat Boží tvůrčí čin s pomocí správné kombinace písmen Božího jména. Šém pak zpravidla byl pergamen, na němž byla magická slova napsána.
Představa stvoření lidské hliněné postavy člověkem a jím oživené proto, aby splnila uložený úkol, je ovšem prokazatelně mnohem starší: má svůj původ ve starověkém Egyptě, kde je literárně doložena v povídce ze 2. poloviny 6. století př. n. l. Pravděpodobně souvisí s vešebty hojně používanými od doby Střední říše.
Svým způsobem byl i Adam, první člověk, nejdříve golemem, neboť jej Bůh stvořil tak, že vzal „prach ze země, a vdechl mu v chřípí dech života.“
Stejně tak se objevuje motiv stvoření člověka bohem z hlíny (smíchané s krví jiného zabitého boha) v mezopotámských mýtech. Jistou podobnost by bylo možné vidět i ve východních rituálech „oživování“ soch Buddhů. Než je socha umístěna na své místo, je do jejích útrob vložen svitek s mantrou.

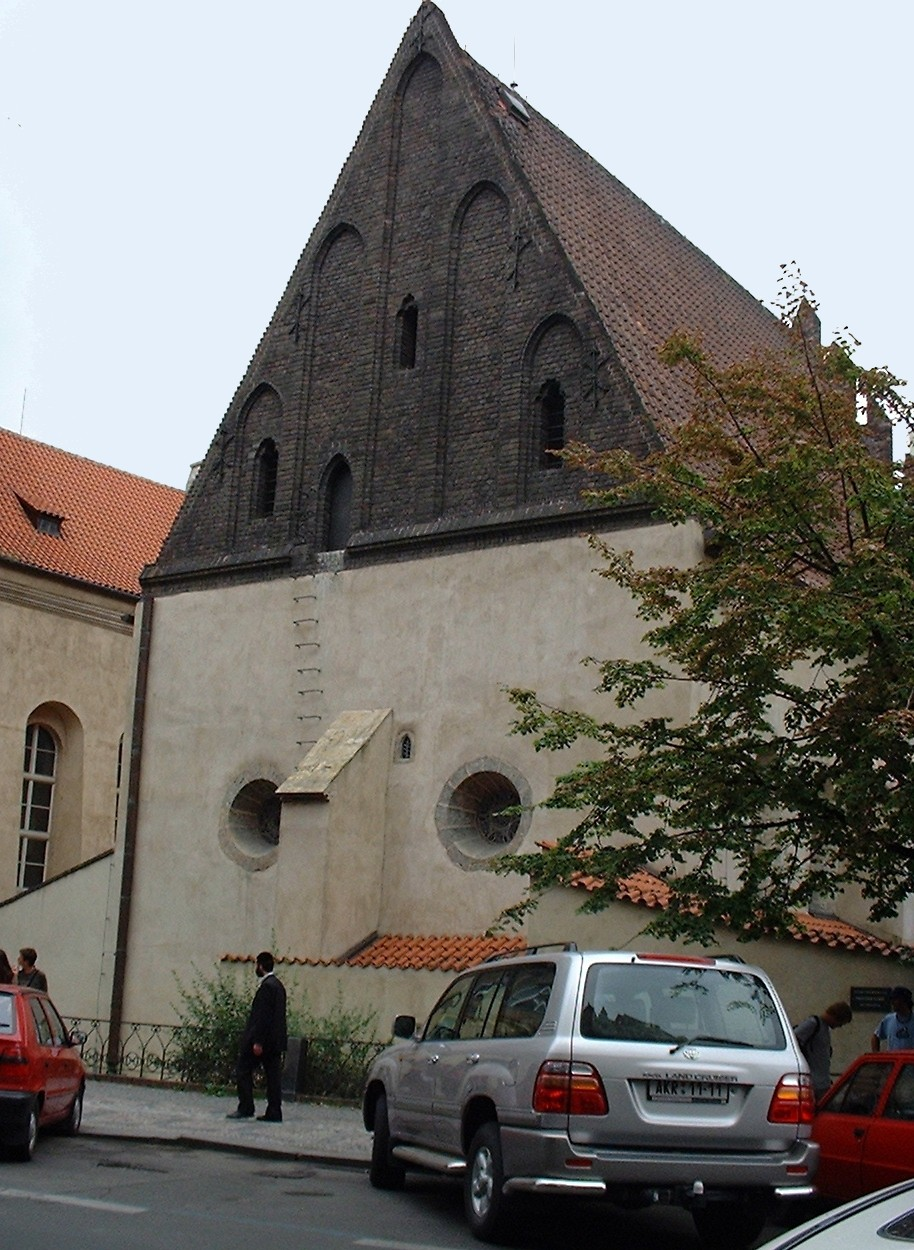
Staronová synagoga, kde je podle legendy na půdě uložen Golem. Na fotografii jsou vidět dveře na půdu.

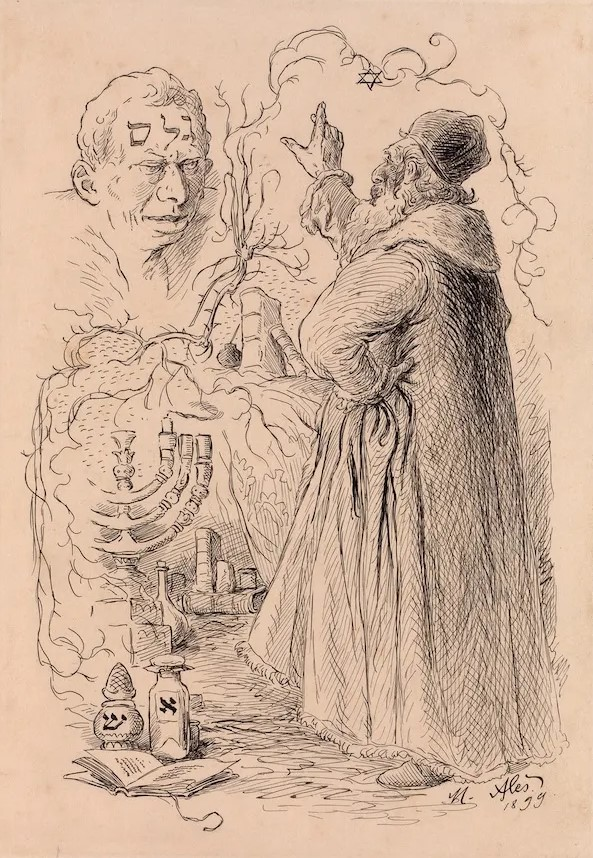
Mikoláš Aleš: Rabbi Löw oživuje Golema; ilustrace z pražských pověstí, 1908

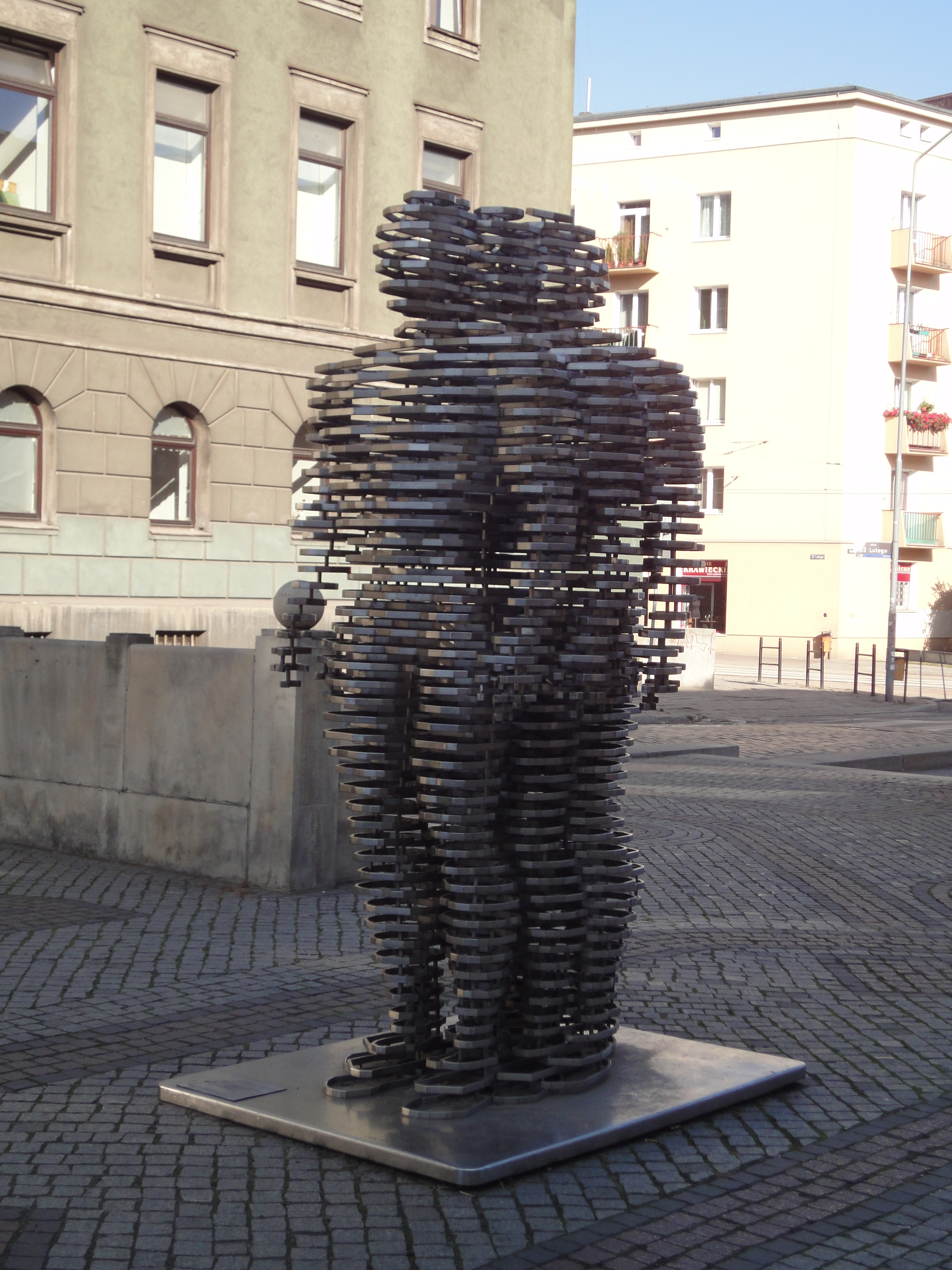
David Černý: Socha Golema v Poznani

Podle pověsti, kterou zpracovali bratři Grimmové, se po oživení golema na jeho čele objevilo slovo „emet“, neboli pravda (písmena alef, mem a tav hebrejské abecedy). Pro znehybnění golema pak stačilo smazat první písmeno z tohoto slova, čímž vzniklo slovo „met“, jehož význam je „mrtvý“. Takto byl dle legendy umrtven chelmský golem, kterého vyrobil rabín Elijahu Ba’al Šem. Golem velikosti malé sošky, která nabývala po pánově příkazu přirozených rozměrů, svého pána přerostl a rabi tak nebyl schopen dosáhnout mu na čelo a golema znehybnit. Poručil tedy, aby mu golem zavázal botu. Obr se ochotně sklonil a rabi smazal písmeno. Tělo golema padlo k zemi a svou vahou rozdrtilo i rabína.

## Pověst o pražském golemovi
Jedním z nejslavnějších golemů je golem, kterého údajně koncem 16. století stvořil židovský rabín Jehuda Löw ben Becalel. Poté, co ho vytvořil z hlíny, mu dal i jméno Josille (zdrobnělina od Josef). Účelem jeho stvoření měla být ochrana židovského ghetta před křesťany, kteří ho pravidelně napadali. V pohyb se golem uváděl vložením šému – svitku. Golem pak poslouchal toho, kdo mu do úst šém vložil, a vykonával určenou práci. Znehybněn byl opět vyjmutím šému. Až do určení další práce stál poklidně v koutě místnosti. Po pátečních bohoslužbách však i Golem odpočíval a dodržoval sváteční klid od práce, aby nebylo přestoupeno posvátné přikázání. Ke zničení tohoto golema došlo jeho stvořitelem roku 1593. Jednoho dne vážně onemocněla rabínova jediná dcera. Zoufalý otec ji ošetřoval ve dne v noci, ale nemoc se neustále zhoršovala. V páteční podvečer musel od lůžka nemocné odejít k tradiční pobožnosti. V roztržitosti zapomněl vyjmout šém. Hliněný služebník oživl, a protože neměl určenou žádnou užitečnou práci, začal rozbíjet vzácný nábytek, sochy a veškeré vybavení rabínova domu. Vyděšená služebná běžela do synagogy a prosila, aby rabín učinil přítrž běsnění. Ten vykřikl na Golema, aby se zastavil, a vyňal mu z úst šém. A protože k vyjmutí došlo v průběhu židovského svátku, Golem se rozpadl v prach. Rabín se zarmoucen vrátil do synagogy a dokončil modlitby. Po návratu z chrámu však již nenaříkal nad ztrátou uměleckých předmětů ani hliněného obra. Jeho dcera se totiž mezitím jako zázrakem uzdravila. Pověst o pražském golemovi pochází sice z období středověku, ale s postavou rabbi Löwa se spojila teprve v 18. století. Podle legendy byl Golem uložen na půdě Staronové synagogy. Na její půdu se od té doby nesmělo vstupovat, povolení k průzkumu bylo uděleno jen dvěma lidem – v roce 1920 jej tam hledal neúspěšně Egon Erwin Kisch a v 80. letech 20. století s pomocí georadaru Ivan Mackerle.

## Golem ve výtvarném umění
- Pravděpodobně první dochované vyobrazení je perokresba Mikoláše Alše, ilustrace pověsti o Golemovi v knize Věnec pražských pověstí Adolfa Weniga, vydané v Topičově nakladatelství roku 1908.
- Tvář pražského Golema nakreslil Hugo Steiner-Prag roku 1915 na titulní list románu Gustava Meyrinka, vydaném v Mnichově.
- David Černý vytvořil ocelovou sochu Golema, instalovanou v Poznani roku 2011

## Golem ve filmech a televizní tvorbě

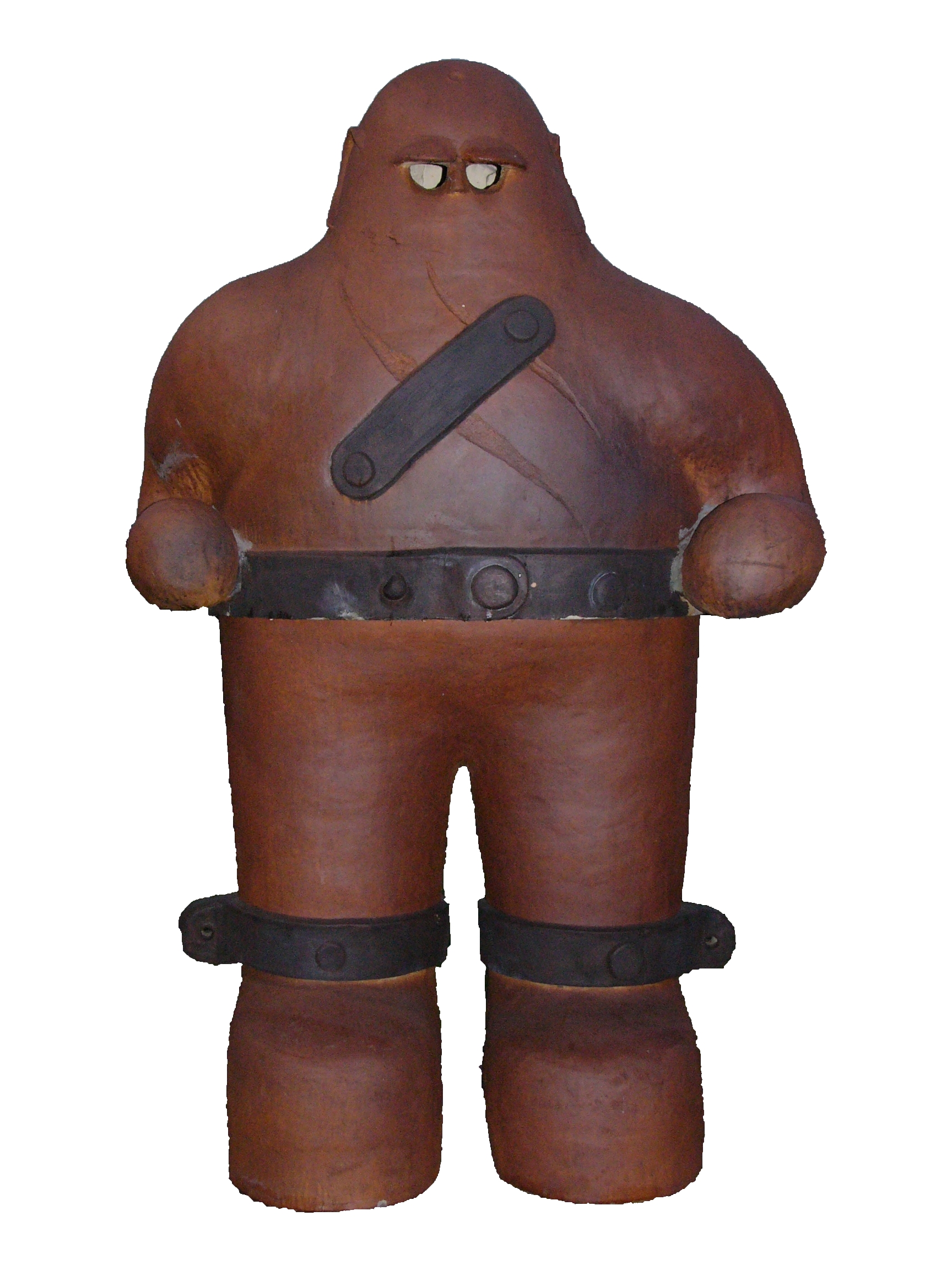
Hliněný pražský golem (podoba z filmu Císařův pekař a pekařův císař)

Filmů o Golemovi bylo natočeno více:
- Der Golem – první film o Golemovi byl natočen roku 1915 v Německu[6], hrála v něm mj. česká herečka Lyda Salmonocvá; zůstalo zachováno jen několik sekvencí
- Der Golem und die Tänzerin (Golem a tanečnice) – německá krátká komedie z roku 1917, nedochovala se
- Der Golem, wie er in die Welt kam (Jak Golem na svět přišel) – německý film z roku 1920[7]
- Golem – film z roku 1936, Československo/Francie, natočen v Praze ve francouzském jazyce
- Císařův pekař - Pekařův císař – česká historická dvojdílná komedie z roku 1951
- It! – britsko/americký film o Golemovi z roku 1967
- V českém povídkovém filmu Pražské noci z roku 1968, v povídce nazvané Poslední Golem
- Slečna Golem – český film z roku 1972
- Golem – polský film z roku 1979
- Golem – český krátký animovaný film z roku 1997, režie – Jiří Barta
- Lovci duchů – americký seriál, epizoda 8x13 Everybody Hates Hitler
- Grim – americký seriál, epizoda 04x04 Ochránce z dávných dob (Dyin' on a Prayer)
- Akta X – epizoda 4x15 Kadiš, inspirovaná příběhem o Golemovi

Z filmu Císařův pekař - Pekařův císař pochází zobrazení golema jako neforemného hliněného obra přepásaného železnými pláty, které se stalo velmi populárním, i když spíše neodpovídá popisům golema z legend. Jeho autorem je sochař Jaroslav Horejc.

## Zajímavosti

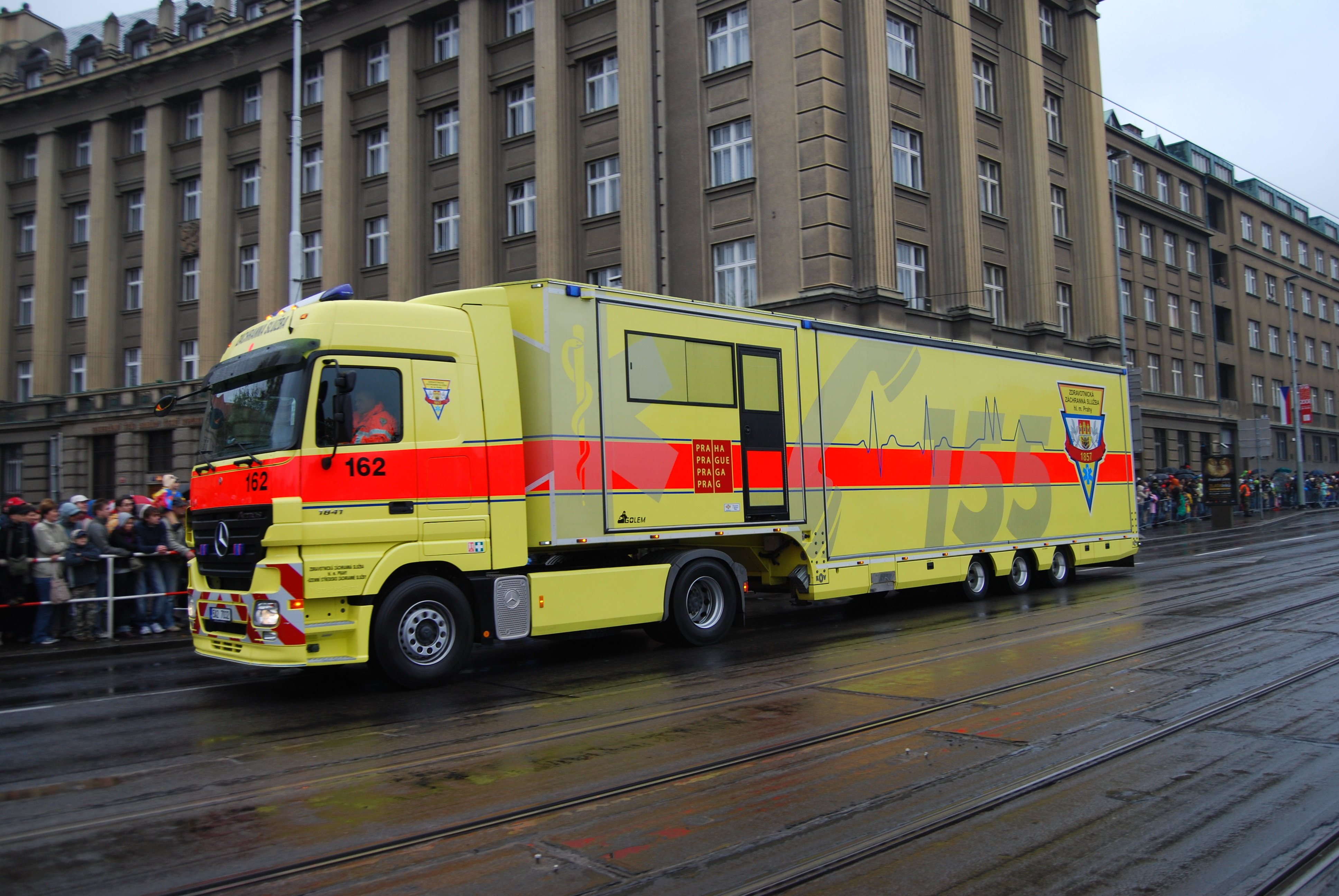
Kamionový modul Golem

- Tokamak umístěný na Fakultě jaderné a fyzikálně inženýrské ČVUT v Praze v Břehové ulici se nazývá Golem.[9]
- Golem se nazývá speciální kamionový modul Zdravotnické záchranné služby hlavního města Prahy, který slouží pro zásahy s větším množstvím postižených[10]
- Golem se objevuje jako bitevní jednotka v sérii tahových strategických her Heroes of Might and Magic.

## Digitalizovaný titul
- MEYRINK, Gustav. Golem. Překlad Bořivoj Prusík. Praha: Topič, 1917. 304 s. Dostupné online.
- KOŠNÁŘ, Julius. Staropražské pověsti a legendy. Praha: Vincentinum, 1933. Dostupné online.
- TOMEK, Vratislav Václav. Pražské židovské pověsti a legendy : Sbírka staropražských historických pověstí a legend židovských od nejstarších dob pohanských v Čechách. Praha: Končel, 1932. Dostupné online.